# Каліфорнія-Гот-Спрінгс (Каліфорнія)
Каліфорнія-Гот-Спрінгс (англ. California Hot Springs) — переписна місцевість (CDP) в США, в окрузі Туларе штату Каліфорнія. Населення — 50 осіб (2020).

## Географія
Каліфорнія-Гот-Спрінгс розташована за координатами 35°53′11″ пн. ш. 118°39′22″ зх. д. / 35.88639° пн. ш. 118.65611° зх. д. (35.886312, -118.656067).  За даними Бюро перепису населення США в 2010 році переписна місцевість мала площу 1,94 км², уся площа — суходіл.

## Демографія
Згідно з переписом 2010 року, у переписній місцевості мешкало 37 осіб у 22 домогосподарствах у складі 10 родин. Густота населення становила 19 осіб/км².  Було 68 помешкань (35/км²).
Расовий склад населення:
| - 91,9 % — білих - 2,7 % — азіатів |

До двох чи більше рас належало 5,4 %. Частка іспаномовних становила 8,1 % від усіх жителів.
За віковим діапазоном населення розподілялося таким чином: 5,4 % — особи молодші 18 років, 56,8 % — особи у віці 18—64 років, 37,8 % — особи у віці 65 років та старші. Медіана віку мешканця становила 60,5 року. На 100 осіб жіночої статі у переписній місцевості припадало 85,0 чоловіків;  на 100 жінок у віці від 18 років та старших — 75,0 чоловіків також старших 18 років.
За межею бідності перебувало 15,0 % осіб, у тому числі 0,0 % дітей у віці до 18 років та 0,0 % осіб у віці 65 років та старших.
Цивільне працевлаштоване населення становило 23 особи. Основні галузі зайнятості: публічна адміністрація — 39,1 %, науковці, спеціалісти, менеджери — 21,7 %, освіта, охорона здоров'я та соціальна допомога — 21,7 %.